# Tatabánya
Tatabánya (prononciation [ˈtɒtɒˌbaːɲɒ]) (en allemand : Totiserkolonie) est une ville de Hongrie et le chef-lieu du comitat Komárom-Esztergom.

## Situation
La ville, qui est à environ 55 kilomètres de Budapest, s'étend au sud du département, dans la vallée du ruisseau Galla entre les monts Gerecse et Vértes. 
Son altitude moyenne est d'environ 199 mètres.
Tatabánya est un nœud routier important à l'échelle nationale (l'autoroute et aussi la ligne ferroviaire de Vienne à Budapest le longe).

## Histoire
À l'emplacement de la ville actuelle se trouve à l'origine le village de Bánhida (signifiant « le pont du ban »), proche des fortifications de Tata et mentionné dès 1288, ainsi que les villages d'Alsógalla et Felsőgalla (« Galla d'en bas », « Galla d'en haut ») qui se forment peu après à proximité.
Alors que les Ottomans occupent la majeure partie de l'Europe centrale, la région au nord du lac Balaton reste dans le Royaume de Hongrie (1538–1867), dont Totiserkolonie. Jusqu'en 1918, la ville fait partie de la monarchie autrichienne (empire d'Autriche), après le compromis de 1867, évidemment dans la Transleithanie, au Royaume de Hongrie.
Des filons de charbon sont découverts au XIXe siècle, et la compagnie Magyar Általános Kőszénbánya Társulat fondée pour développer les mines démarre l'exploitation en 1896. La colonie minière fait d'abord partie d'Alsógalla, puis devient une commune séparée en 1902 sous le nom Alsógalla bányatelep (« site minier d'Alsógalla »), changé en 1903 en Tatabánya (« mine de Tata »). En 1947, Tatabánya obtient le rang de ville en absorbant les communes de Bánhida, Alsógalla et Felsőgalla.

## Blason
Depuis le changement de régime de 1990, plusieurs décrets de l'assemblée générale de la ville ont modifié le blason et le drapeau de Tatabánya et en ont aussi détérminé l'usage.

## Population
| 1870  | 1880  | 1890  | 1900  | 1910   | 1920   |
| ----- | ----- | ----- | ----- | ------ | ------ |
| 3 214 | 3 397 | 3 785 | 9 657 | 22 927 | 28 210 |

| 1930   | 1941   | 1949   | 1960   | 1970   | 1980   |
| ------ | ------ | ------ | ------ | ------ | ------ |
| 33 146 | 37 955 | 40 221 | 52 079 | 66 223 | 75 971 |

| 1990   | 2001   | 2011   | 2022   | 2024   | - |
| ------ | ------ | ------ | ------ | ------ | - |
| 74 277 | 72 470 | 67 753 | 65 830 | 65 861 | - |

## Transports

### Transport routier
La route principale 1 et l'autoroute M1 traversent d'est en ouest Tatabánya. 
Ce sont les routes d'accès les plus importantes à la ville et à sa région depuis presque toutes les directions. 
D'autres routes nationales sont reliées au territoire de Tatabánya, dont la route 1119, la route 8101, la route 8109,  la route 8113, la route 8135 et la route 8156.

### Transport ferroviaire
La ville est desservie par la ligne de Budapest à Rajka par Hegyeshalom qui dessert la gare de Tatabánya, et la ligne de Tatabánya à Oroszlány ainsi que la ligne de Tatabánya à Pápa qui dessert la gare de Bánhida.
Les trois lignes sont exploitées par Magyar Államvasutak.

## Jumelages
La ville de Tatabánya est jumelée avec :
| Ville | Ville             | Pays | Pays        | Période                    |
| ----- | ----------------- | ---- | ----------- | -------------------------- |
|       | Aalen             |      | Allemagne   |                            |
|       | Będzin            |      | Pologne     |                            |
|       | Christchurch      |      | Royaume-Uni |                            |
|       | Fairfield         |      | États-Unis  |                            |
|       | Ijevsk            |      | Russie      | depuis le 10 décembre 1992 |
|       | Odorheiu Secuiesc |      | Roumanie    |                            |
|       | Pazardjik         |      | Bulgarie    |                            |